# TuS N-Lübbecke
Der TuS N-Lübbecke ist eine Handballprofimannschaft aus der ostwestfälischen Stadt Lübbecke, die aus dem TuS Nettelstedt ausgegliedert wurde. Der Mannschaft gelang sieben Mal der Aufstieg in die Bundesliga, zuletzt 2021. Seit der Saison 2022/23 spielt sie in der 2. Bundesliga. 
Zur Saison 2020/21 wurde die  männliche Handballabteilung des TuS Nettelstedt Teil der Spielgemeinschaft LIT 1912.

## Geschichte

Altes Logo des TuS Nettelstedt

Schon auf dem Großfeld in den 1940er Jahren spielte der TuS Nettelstedt in dem 2000-Einwohner-Dorf in der damals höchsten Spielklasse. 1970 sorgte der Verein bundesweit für Aufsehen, als Herbert Lübking, seinerzeit Kopf der deutschen Nationalmannschaft, von Grün-Weiß Dankersen (heute GWD Minden) aus der Bundesliga in die Kreisliga zum TuS Nettelstedt wechselte. Aus diesem Wechsel resultierte ein bis heute anhaltendes Konkurrenzverhältnis zum Kreisrivalen GWD Minden.
Mit Lübking und anderen prominenten Verstärkungen marschierte der Verein durch die Ligen. Beim Endspiel um die Deutsche Feldhandball-Meisterschaft 1975, dem letzten Meisterschaftsspiel auf dem Großfeld überhaupt, unterlag TuS Nettelstedt auf eigenem Platz der TSG Haßloch knapp mit 14:15. 1976 erreichte man mit dem sechsten Aufstieg in Folge seit 1970/71 die Hallenhandball-Bundesliga. Der TuS Nettelstedt wurde 1977 Gründungsmitglied der eingleisigen Handball-Bundesliga und war deren erster Tabellenführer.
1981 gewann der Verein den DHB-Pokal und den Europapokal der Pokalsieger, an dem man als Vizepokalsieger 1980 teilgenommen hatte. 1983 stieg der Verein in die zweite Bundesliga ab; erst elf Jahre später gelang der Wiederaufstieg. 1997 und 1998 gewann der TuS den City-Cup, 1999 erreichte man erneut das Halbfinale dieses Wettbewerbs. 2001 stieg der Verein mit hohen Schulden erneut in die zweite Liga ab. Unter dem neuen Namen TuS N-Lübbecke gelang der sofortige Wiederaufstieg, dem sich der erneute Abstieg anschloss. In der Saison 2003/04 stellte der TuS N-Lübbecke einen Rekord auf, als der Verein mit 68:0 Punkten die Zweitligasaison abschloss. Der TuS blieb damit als zweites Team nach der SG Flensburg-Handewitt 1991/92 in einer ganzen Zweitligasaison ohne Verlustpunkt (wobei die SG Flensburg in ihrer Rekordsaison auch noch das Finale im DHB-Pokal erreicht hatte). Am 17. März 2007 absolvierte der TuS sein 500. Spiel in der eingleisigen Bundesliga und hielt anschließend nach erfolgreicher Relegationsrunde die Klasse. Als die Mannschaft am 24. Februar 2008 auf den letzten Tabellenplatz fiel, trat Trainer Velimir Kljaić zurück; an seiner Stelle übernahm Teammanager Zlatko Ferić den Trainerposten. Ferić war bereits ein Jahr zuvor nach der Beurlaubung von Coach Jens Pfänder als Ersatz eingesprungen. Dennoch stieg der Verein aus der Bundesliga ab. Am 25. April 2009 gelang dem TuS der direkte Wiederaufstieg in die 1. Bundesliga.
Zum ersten Saisonheimspiel 2009/10 wurde die Kreissporthalle Lübbecke umgebaut, seitdem ist sie unter dem Namen „MERKUR Arena“ unter anderem mit einer VIP-Lounge und einer Sportbar ausgestattet. Am 6. Februar 2010 zog der TuS N-Lübbecke durch einen 26:22-Auswärtssieg beim Bergischen HC erstmals ins Final Four des DHB-Pokals in Hamburg ein. Dort gewann man das „kleine Finale“ gegen den VfL Gummersbach und wurde Dritter. Die Bundesliga-Saison wurde mit einem zehnten Platz abgeschlossen. Auch in den beiden Folgejahren platzierte man sich mit dem zwölften und neunten Rang im Mittelfeld, stieg am Ende der Spielzeit 2015/16 als Tabellenletzter mit nur 8 Punkten jedoch erneut in die 2. Bundesliga ab. In der Ewigen Tabelle der 1. Bundesliga weist der TuS mit dem Ende der Saison 2015/16 exakt 800 absolvierte (gewertete) Partien auf. 283 davon wurden gewonnen, 439 gingen verloren. 78 Mal war Nettelstedt an einem Remis beteiligt. Hinzu kommen vier ausgetragene, jedoch später annullierte Spiele, von denen die TuS zwei gewonnen (1982 gegen PSV Hannover und 1997 gegen OSC Rheinhausen) und zwei verloren (beide 2015/16 gegen den HSV Hamburg) hatte.
In der Saison 2016/17 gelang der umgehende Wiederaufstieg. Das Ziel Klassenerhalt wurde in der Saison 2017/18 verfehlt und die Mannschaft stieg erneut ab.
Zur Saison 2020/2021 trat die männliche Handballabteilung der Handballspielgemeinschaft LIT 1912 bei. Diese bestand bis dahin aus den Vereinen TVG Germania Nordhemmern, RSV Westfalia Mindenerwald und dem VfB Holzhausen II. So konnte die Profimannschaft von dem starken Unterbau des neuen Vereinskonstrukts profitieren, um unter anderem Nachwuchsspielern den Übergang über eine Mannschaft in der 3. Liga in die Bundesliga zu ermöglichen. Bereits 10 Jahre zuvor war es zur Gründung einer Jugendspielgemeinschaft JSG NSM-Nettelstedt gekommen, bestehend aus den gleichen Stammvereinen. Da ein stabiler und leistungsdichter Unterbau für Bundesligisten immer größere Bedeutung gewann und der TuS Nettelstedt allein im Herrenbereich lediglich über eine weitere Landesliga-Mannschaft verfügte, wurde dieser Schritt vom Verein als notwendig betrachtet. Lediglich im Damenbereich ist der TuS Nettelstedt noch unter eigenem Namen im Spielbetrieb vertreten.
In der Saison 2020/21 stieg TuS N-Lübbecke als Tabellenzweiter in die Bundesliga auf. Ein Achtungserfolg in der folgenden Bundesligasaison war ein 29:25-Heimsieg gegen den deutschen Meister THW Kiel. Trotzdem  verpasste der TuS den Klassenerhalt und stieg wieder in die zweite Liga ab.

## Bekannte Spieler
Herbert Lübking, Dieter Waltke, Rainer Niemeyer (beide Weltmeister 1978), Peter Pickel, Gennadij Chalepo, Zbigniew Tłuczyński, Bogdan Wenta, Zoran Mikulić, Talant Dujshebaev, Sven Lakenmacher, Andrei Lawrow, Frank Løke, Abas Arslanagić (Olympiasieger 1972), Zoran Živković (Olympiasieger 1972 als Spieler und 1984 als Trainer, 1986 Weltmeister als Trainer), Velimir Kljaić (Olympiasieger 1996 als Trainer), Milan Lazarević und Zdravko Miljak (Olympiasieger 1972), Slavko Goluža (Olympiasieger 1996), Risto Arnaudovski, Michał Jurecki, Artur Siódmiak, Michele Skatar, Nikola Blažičko, Branko Kokir, Þórir Ólafsson, Tomasz Tłuczyński, Oleg Gagin (Weltmeister 1982), Drago Vuković (Olympiasieger 2004)

## Kader des TuS N-Lübbecke 2025/26
| Nr. | Nationalität | Name               | Position | Geburtstag | Größe  |
| --- | ------------ | ------------------ | -------- | ---------- | ------ |
| 16  | Deutscher    | Fredrik Genz       | TW       | 08.03.1997 | 1,94 m |
| 32  | Deutscher    | Leon Grabenstein   | TW       | 28.11.1999 | 1,94 m |
| 2   | Deutscher    | Jó Gerrit Genz     | RR       | 19.05.1995 | 1,94 m |
| 4   | Schwede      | Max Santos         | KM       | 28.08.1997 | 1,94 m |
| 5   | Deutscher    | Lutz Heiny         | RL       | 24.06.1995 | 1,91 m |
| 6   | Deutscher    | Manuel Hörr        | RM       | 03.11.2004 | 1,80 m |
| 10  | Deutscher    | Tjorven Sturhahn   | RL       | 16.11.2005 | 1,83 m |
| 11  | Norweger     | Kasper Haugen Furu | RM       | 01.06.2001 | 1,85 m |
| 14  | Deutscher    | Alexander Schulze  | LA       | 28.10.1997 | 1,90 m |
| 17  | Schwede      | Jacob Lundahl      | KM       | 23.01.2001 | 2,00 m |
| 19  | Deutscher    | Yannick Dräger     | KM       | 15.01.1994 | 1,99 m |
| 23  | Niederländer | Niko Blaauw        | RR       | 15.01.2002 | 1,91 m |
| 24  | Deutscher    | Sven Weßeling      | RL       | 16.12.1997 | 1,96 m |
| 25  | Deutscher    | Henri Pabst        | RR       | 09.02.2004 | 1,90 m |
| 29  | Ungar        | Bence Hornyák      | RA       | 22.01.2000 | 1,85 m |
| 35  | Deutscher    | Patrik Blazicko    | LA       | 07.11.2005 | 1,84 m |
| 96  | Deutscher    | Tim Roman Wieling  | RA       | 25.09.1996 | 1,82 m |

### Transfers zur Saison 2025/26
| Zugänge              | Zugänge            | Zugänge                  |
| Nation               | Name               | abgebender Verein        |
| -------------------- | ------------------ | ------------------------ |
| Deutschland          | Henri Pabst        | THW Kiel                 |
| Norwegen             | Kasper Haugen Furu | IL Runar Sandefjord      |
| Schweden             | Max Santos         | HBW Balingen-Weilstetten |
| Schweden             | Jacob Lundahl      | Alingsås HK              |
| Deutschland          | Fredrik Genz       | SG BBM Bietigheim        |
| Niederlande          | Niko Blaauw        | VfL Lübeck-Schwartau     |
| Ungarn               | Bence Hornyák      | Veszprém KKFT            |
| Stand: 10. Juli 2025 |                    |                          |

| Abgänge               | Abgänge              | Abgänge                 |
| Nation                | Name                 | aufnehmender Verein     |
| --------------------- | -------------------- | ----------------------- |
| Litauen               | Benas Petreikis      | LiT 1912                |
| Deutschland           | Lukas Süsser         | TuS Ferndorf            |
| Kroatien              | Tin Kontrec          | HSC 2000 Coburg         |
| Deutschland           | Dominik Ebner        | TSG A-H Bielefeld       |
| Deutschland           | Tim Kloor            | TuS Spenge              |
| Deutschland           | Falk Kolodziej       | HSG Krefeld             |
| Deutschland           | Nikolas Katsigiannis | Ziel unbekannt          |
| Deutschland           | Tom Skroblien        | Karriereende            |
| Deutschland           | Valentin Abt         | HC Oppenweiler/Backnang |
| Kroatien              | Tomislav Severec     | Ziel unbekannt          |
| Deutschland           | Ole Günther          | DHK Flensborg           |
| Stand: 1. August 2025 |                      |                         |